# Jean-Laurent Del Socorro
Jean-Laurent Del Socorro, né le 8 avril 1977, est un écrivain français œuvrant dans les littératures de l'imaginaire. Il est principalement connu pour ses romans de fantasy historique.

## Biographie
Jean-Laurent Del Socorro naît le 8 avril 1977. 
En 2005, il écrit le jeu de rôle Cirkus (eW-System).
En 2015, il publie son premier roman, Royaume de vent et de colères, un roman de fantasy historique situé à Marseille au temps des guerres de religion. Le roman reçoit le prix Elbakin.net 2015 du meilleur roman de fantasy français. 
En 2017, Jean-Laurent Del Socorro publie Boudicca, autre roman de fantasy historique consacré cette fois à la reine Boadicée et à sa résistance à la conquête romaine au Ier siècle.

## Œuvres

### Romans
- Royaume de vent et de colères[5], ActuSF, 2015
- Boudicca[6], ActuSF, 2017
- Je suis fille de rage[7], ActuSF, 2019
- Les Chevaliers de la raclette[8], ActuSF, 2020Écrit avec Nadia Coste. Série de six tomes
- La Guerre des trois rois[9], ActuSF, 2020
- Du roi je serai l'assassin[10], ActuSF, 2021
- Une pour toutes[11], L'École des loisirs, 2022Roman sur Julie Maupin
- Morgane Pendragon, Albin Michel, coll. « Imaginaire », 2023, 368 p.  (ISBN 978-2-226-47969-3)
- Vainqueuse, L'École des loisirs, 2023
- Peines de mots perdus, Argyll, 2024
- De vent et de colères - Intégrale[12], Argyll, 2024
- Les Amants du Ragnarök, Albin Michel, coll. « Imaginaire », 2025, 304 p.  (ISBN 978-2-226-49516-7)

### Nouvelles
- La Mère des mondes, Le Bélial', 2012. Cette nouvelle s'inscrit dans l'univers du roman Points chauds (Le Bélial, 2012) de Laurent Genefort. Elle est disponible gratuitement en numérique[13].
- Dernière variable d'ajustement, dans la revue Géante rouge, no 22[14], 4e trimestre 2014.
- Le vert est éternel, dans l'anthologie Utopiales 2015[15] (anthologie annuelle du festival des Utopiales, ActuSF, 2015). Cette nouvelle est également disponible gratuitement en numérique[16].
- Gabin sans « aime », nouvelle à la fin du volume Royaume de vent et de colères, ActuSF, 2015.
- La Reine de pourpre vêtue, dans l'anthologie Calling Cthulhu vol. 2[17], L'Ivre Book, 2016.
- D'ailleurs et d'ici, nouvelle à la fin du volume Boudicca, ActuSF, 2017.
- 43 200 secondes, dans l'anthologie Utopiales 2017[18], ActuSF, 2017
- La Machine différente, dans Créatures[19], l'anthologie du festival des Imaginales 2018, Mnémos, 2018.
- Les femmes du Congrès dansent aussi, dans l'anthologie Utopiales 2019[20], ActuSF, 2019.

### Direction d'ouvrages
- Lovecraft : au cœur du cauchemar sous la direction de Jérôme Vincent et Jean-Laurent Del Socorro. ActuSF, 2017. (ISBN 9782366298345)

## Récompenses
- Royaume de vent et de colères a reçu le Prix Elbalkin.net 2015 du meilleur roman de fantasy français[4].
- Boudicca fait partie des finalistes pour le Prix Imaginales des lycéens 2018[21] et reçoit le premier Prix Imaginales des bibliothécaires 2018[22].
- Je suis fille de rage reçoit le prix « Littérature de l'Imaginaire » aux prix des lecteurs Babelio le 17 juin 2020[23].